# Wapen van waterschap Kromme Rijn

Het wapen van het waterschap Kromme Rijn

Het wapen van Kromme Rijn werd op 10 november 1972 bij koninklijk besluit aan het Nederlandse Waterschap Kromme Rijn verleend. In 1994 ging het waterschap met de andere waterschappen Leidse Rijn en Lopikerwaard op in het nieuwe waterschap Hoogheemraadschap De Stichtse Rijnlanden. Hiermee verviel het wapen.

## Beschrijving
De blazoenering luidt als volgt:
Golvend gedwarsbalkt van acht stukken heraldische kleur en keel en een hartschild gedwarsbalkt van zes stukken vair en keel. Het schild gedekt met een gouden kroon van drie bladeren en twee parels en gehouden, rechts door een omziende gouden leeuw, getongd van keel, en links door een zilveren zwaan, gebekt, getongd en gepoot van keel.
De heraldische kleuren zijn: goud (geel), keel (rood), vair (blauw en wit) en zilver. Het schild is gedekt met een gravenkroon.

## Symboliek
De golvende dwarsbalken verwijzen naar het wapen van de familie Van Wulven, die hier in de streek woonde. Het hartschild wordt gevormd door het oude wapen van Houten, waarmee wordt verwezen naar de hoofdplaats van het waterschap, Houten. De omziende leeuw is ontleend aan het familiewapen van Van Hardenbroek en de zwaan staat ten slotte symbool voor het waterschap.

## Verwante en vergelijkbare wapens

Het wapen van Houten tussen 1928 en 1962
Het wapen van het waterschap Betuwe
Het wapen van het adellijk geslacht Van Hardenbroek
Het wapen van Lopikerwaard